# Rudzica (gmina)
Rudzica – dawna gmina wiejska istniejąca w latach 1945–1954 w województwie śląskim (śląsko-dąbrowskim), katowickim i stalinogrodzkim. Siedzibą władz gminy była Rudzica.
Jako gmina jednostkowa, Rudzica od 28 lipca 1920 przynależała do woj. śląskiego (powiat bielski).
1 grudnia 1945 roku została przekształcona w nową gminę zbiorową (reforma gminna) w tymże powiecie i województwie, która poza siedzibą, obejmowała także Iłownicę, Landek i Roztropice. Według stanu z 1 lipca 1952 roku gmina składała się z 4 gromad: Iłownica, Landek, Roztropice i Rudzica. 6 lipca 1950 zmieniono nazwę woj. śląskiego na katowickie, a 9 marca 1953 kolejno na woj. stalinogrodzkie.
Gmina została zniesiona 29 września 1954 roku wraz z reformą znoszącą gminy – z jej terenu powstały gromady Iłownica i Rudzica.
Teren dawnej gminy 1 stycznia 1973 roku stał się częścią gminy Jasienica (od 1 czerwca 1975 w nowo utworzonym województwie bielskim).